# Ryssota pachystoma
Ryssota pachystoma é uma espécie de gastrópode da família Euconulidae.
É endémica da Micronésia.